# Clay Quartermain
Clay Quartermain est un personnage de fiction appartenant à l'univers Marvel de la maison d'édition américaine Marvel Comics. Créé par Jim Steranko, il apparaît pour la première fois dans le comic book Strange Tales #163 de décembre 1967.

## Biographie du personnage
Clay Quartermain est un agent haut placé du SHIELD et fidèle de Nick Fury. Il fait partie de l'escouade de l'armée américaine surnommée les Hulkbusters, quand cette dernière est mise sur pied par le général Thaddeus E. « Thunderbolt » Ross. On ignore presque tout de son passé, excepté le fait qu'il a été l'amant de Jessica Jones.
Quartermain est plus tard apparemment éliminé et remplacé par un LMD (clone robotique plus vrai que nature). Le LMD se rebelle contre ses congénères quand il découvre qu'il n'est pas humain, mais il est finalement détruit. On retrouve quelque temps plus tard Clay, vivant et enfermé dans le QG du SHIELD. Ayant été lobotomisé par l'HYDRA, il doit subir une thérapie pour revenir sur le terrain.
Quartermain prend la tête d'une unité spéciale, le PCU (Paranormal Containment Unit) et sert d'agent de liaison à Miss Hulk. En parallèle, il travaille avec cette dernière dans une nouvelle incarnation des Hulkbusters (avec l'agent Crimson et l'agent Cheesecake).
Il retrouva son amour Jessica Jones, avec qui il travailla étroitement. Le duo enraya un complot fomenté contre le Président des États-Unis.
Après avoir découvert un complot entre le Hulk Rouge et Doc Samson, Clay est assassiné par le chercheur irradié, en pleine crise de psychose. Son meurtre sera pendant un temps attribué au Hulk Rouge.

## Pouvoirs et capacité
Clay Quartermain n'a pas de pouvoirs. Il est néanmoins un agent du SHIELD entrainé à l'espionnage et au contre-espionnage.

## Apparitions dans d'autres médias
En 1998, Quartermain est présent dans le téléfilm Nick Fury: Agent of SHIELD, interprété par Adrian G. Griffiths.
Entre 2010 et 2012, le personnage apparait dans ]11 épisodes de la série d'animation Avengers : L'Équipe des super-héros. Il y est doublé en anglais par Troy Baker.